# Utah/US Film Festival 1989
Lo Utah/US Film Festival 1989 si è svolto a Park City, Utah, dal 20 gennaio al 29 gennaio 1989.
L'evento verrà rinominato "Sundance Film Festival" a partire dal 1991.

## Film in concorso
Elenco dei film in competizione e vincitori dei premi non competitivi. In grassetto i vincitori.

### U.S. Dramatic
- True Love, regia di Nancy Savoca
- 84C MoPic, regia di Patrick Sheane Duncan
- Apartment Zero, regia di Martin Donovan
- Cheap Shots, regia di Jeff Ureles e Jerry Stoeffhaas
- Clownhouse, regia di Victor Salva
- Ginger Ale Afternoon, regia di Rafal Zielinski
- Schegge di follia, regia di Michael Lehmann
- Lobster Man from Mars, regia di Stanley Sheff
- Soluzione finale (Miracle Mile), regia di Steve De Jarnatt
- Morgan's Cake, regia di Rick Schmidt
- Of Men and Angels, regia di William Farley
- Oltre la riserva (Powwow Highway), regia di Jonathan Wacks
- Prisoners of Inertia, regia di Jeffrey Noyes Scher
- Sex, Lies, and Videotape, regia di Steven Soderbergh
- That's Adequate, regia di Harry Hurwitz
- The Big Dis, regia di Gordon Eriksen e John O'Brien
- The Laser Man, regia di Peter Wang

### U.S. Documentary
- For All Mankind, regia di Al Reinert
- Comic Book Confidential, regia di Ron Mann
- Coming Out, regia di Ted Reed
- Cover Up - Sulle tracce dell'assassino , regia di Barbara Trent
- Funny, regia di Bran Ferren
- Heavy Petting, regia di Obie Benz
- Isadora Duncan: Movement from the Soul, regia di Daniel Geller e Dayna Goldfine
- John Huston: The Man, the Movies, the Maverick, regia di Frank Martin
- La ofrenda, regia di Lourdes Portillo e Susana Blaustein Muñoz
- Let's Get Lost, regia di Bruce Weber
- Lightning Over Braddock: A Rustbowl Fantasy, regia di Tony Buba
- Lodz Ghetto, regia di Kate Taverna e Alan Adelson
- Motel, regia di Christian Blackwood
- Who Killed Vincent Chin?, regia di Christine Choy e Renee Tajima-Pena

### Premi per la migliore regia
- U.S. Dramatic: Jonathan Wacks con Oltre la riserva
- U.S. Documentary: Frank Martin con John Huston: The Man, the Movies, the Maverick

### Premi del pubblico
- U.S. Dramatic: Sex, Lies, and Videotape, regia di Steven Soderbergh
- U.S. Documentary: For All Mankind, regia di Al Reinert

## La giuria
Dramatic: Jodie Foster ( Stati Uniti), Beth Henley ( Stati Uniti), Monte Hellman ( Stati Uniti), Debra Hill ( Stati Uniti), David Burton Morris ( Stati Uniti), Peggy Rajski ( Stati Uniti)
Documentary: Karen Cooper ( Stati Uniti), Elliot Caplan ( Stati Uniti), Nick Hart-Williams ( Inghilterra), Dennis O'Rourke ( Australia), Jean-Pierre Gorin ( Francia)